# Ty Harrelson
Ty Gary Harrelson (* 22. September 1980 in Houston) ist ein US-amerikanisch-australischer Basketballtrainer und ehemaliger -spieler.

## Laufbahn

### Spieler
Harrelson spielte als Schüler Basketball für die Mannschaft der Sonora High School, dann der S. H. Rider High School in Wichita Falls. Zeitweise war sein Vater Scott sein Trainer. Er spielte ebenfalls American Football als Heranwachsender. Sein Ziel, an eine Hochschule der ersten NCAA-Division zu wechseln, erreichte er nicht. Harrelson studierte und spielte in der Saison 1999/2000 am Collin County Community College (NJCAA) in der texanischen Stadt Plano, 2000/01 dann an der Cameron University (zweite NCAA-Division) in Oklahoma. Er nahm einen weiteren Hochschulwechsel vor und schrieb sich an der Wayland Baptist University in Texas ein. Für deren Basketballmannschaft erzielte der 1,93 Meter große Aufbauspieler in der NAIA zwischen 2001 und 2003 insgesamt 1111 Punkte. Mit 6,8 Korbvorlagen je Begegnung stellte er in der Saison 2002/03 einen Wert auf, der in der vorherigen Geschichte der Wayland Baptist University den Bestwert bedeutete.
Er wurde Berufsbasketballspieler und stand im Herbst 2003 kurz in Diensten von FuturVirtus Castel Maggiore in Italien. Harrelson spielte 2004/05 in seinem Heimatland für die Mannschaft Fresno Heat Wave in der Liga ABA und wechselte zur Saison 2005/06 nach Deutschland zum TV 1862 Langen in die 2. Basketball-Bundesliga Süd. 2006 wurde der Aufbauspieler vom BBC Bayreuth verpflichtet und als „echter Glücksgriff“ der Oberfranken eingeschätzt. Das Fachportal Eurobasket.com zeichnete ihn als besten Aufbauspieler der Saison 2006/07 in der  2. Bundesliga Süd aus. Harrelson blieb bis 2008 in Bayreuth.
Im Spieljahr 2008/2009 bestritt er im Oktober 2008 vier Ligaspiele für den finnischen Erstligisten Joensuun Kataja. Da Katajas Trainer eine andere Spielweise als die Harrelsons bevorzugte, kam es Ende Oktober 2008 zur Trennung. Auch eine anschließende Beschäftigung bei der Mannschaft Falco KC Szombathely in Ungarn dauerte nicht lange, Ende November 2008 wurde die Zusammenarbeit beendet.
In der Saison 2009/10 stand Harrelson wieder in Deutschland bei den GiroLive-Ballers Osnabrück in der 2. Bundesliga ProA unter Vertrag. Er setzte seine Laufbahn in Australien fort. Mit den Cockburn Cougars nahm er 2011 am Wettkampfbetrieb der State Basketball League (SBL) teil, Harrelson erzielte für die Mannschaft 22,3 Punkte je Begegnung und wurde in die SBL-Mannschaft des Jahres berufen. Harrelson spielte auch in den Spieljahren 2012 (für die Goldfields Giants), 2013, 2014, 2015 und 2017 (jeweils für die South West Slammers; von 2013 bis 2015 als Spielertrainer) in der SBL. Bis auf die Zeit seiner kurzen SBL-Rückkehr in der Saison 2017 erreichte Harrelson in all seinen Spieljahren in Australien Punktemittelwerte von mindestens 18. Während seiner Zeit als Trainer des TV Langen (ab Dezember 2021) wirkte er als Spieler an drei Begegnungen der 1. Regionalliga teil.

### Trainer
2015 trat Harrelson das Cheftraineramt an der Wayland Baptist University an. Unter seiner Leitung gewann die Hochschulmannschaft 115 Spiele und verlor 59. Vor den Olympischen Sommerspielen 2016 war Harrelson für die australische Nationalmannschaft tätig, indem er Spieler und Gegner beobachtete.
2018 stieß Harrelson mit Wayland Baptist in das Viertelfinale der NAIA-Endrunde vor. Er wurde im Spieljahr 2018/19 als bester Trainer der Sooner Athletic Conference ausgezeichnet. Im August 2021 beendete er seine Trainertätigkeit an der Hochschule. Anfang Dezember 2021 wurde Harrelson Trainer des deutschen Regionalligisten TV 1862 Langen.
Zur Saison 2022/23 wechselte er als Cheftrainer zum deutschen Zweitligisten SC Rasta Vechta. Unter einer Leitung schlossen die Niedersachsen die Hauptrunde der Saison 2022/23 als Tabellenerster ab und schafften als Teilnehmer der Meisterschaftsspiele den Bundesliga-Aufstieg. In zwei Spielen gegen Tübingen wurde Harrelsons Mannschaft Anfang Juni 2023 dann Zweitligameister. In der Bundesliga setzte er sich mit Vechta im Spieljahr 2023/24 als Liganeuling in der erweiterten Spitzengruppe fest. Mitte März 2024 gab Harrelson bekannt, Vechta im Sommer 2024 mittels einer Ausstiegsklausel zu verlassen. Ende desselben Monats ließ Bundesligist Ratiopharm Ulm Harrelsons Verpflichtung ab dem Spieljahr 2024/25 verlautbaren. Harrelsons Amtszeit in Vechta ging mit dem Ausscheiden aus dem Bundesliga-Viertelfinale im Mai 2024 zu Ende.
In seiner ersten Saison als Ulmer Trainer führte Harrelson die Mannschaft in die Endspielserie um die deutsche Meisterschaft. Dort musste man sich knapp 2:3 dem FC Bayern München geschlagen geben. Noa Essengue und Ben Saraf, die in Ulm zu Harrelsons Mannschaft gehörten, wechselten zur Saison 2025/26 in die NBA.

### Persönliches
Harrelsons Vater Scott war von 1986 bis 1995 Cheftrainer der Basketball-Damen an der West Virginia University, ehe er mit seiner Familie nach Texas zog, wo er Basketballtrainer an einer Schule wurde.
2015 nahm Harrelson die australische Staatsbürgerschaft an.